# Deutsches Meisterschaftsrudern 1900
Das 19. Deutsche Meisterschaftsrudern wurde 1900 in Berlin ausgetragen. Wie in den Jahren zuvor wurde nur im Einer der Männer ein Meister ermittelt. Albert Rübsamen von der Gießener Rudergesellschaft 1877 konnte nach 1894 seinen zweiten Meistertitel gewinnen.

## Medaillengewinner
| Bootsklasse | Gold                               | Silber                                 | Bronze                       |
| ----------- | ---------------------------------- | -------------------------------------- | ---------------------------- |
| Einer       | Albert Rübsamen (Gießener RG 1877) | Carl Ekkehard Ernst (RG Wiking Berlin) | Max Sommerfeld (Danziger RV) |